# Record de vitesse à la voile
Les records de vitesse absolue à la voile, ou à la force du vent sur courte distance ont lieu sur eau ou sur terre. Les records sur l'eau sont homologués depuis 1972 par le World Sailing Speed Record Council, et sont référencés en deux catégories : 500 mètres et 1 mille marin (1 852 mètres). Depuis 2012, le record absolu à la voile sur l'eau est détenu par Paul Larsen à bord du Vestas Sailrocket 2 à une vitesse moyenne de 65,45 nœuds (121,21 kilomètres par heure) sur 500 mètres.
La plus haute vitesse homologuée à la voile a été obtenue sur terre. Elle a été atteinte par Glenn Ashby à bord du char à voile Horonuku durant sa tentative du 24 février 2023 à une vitesse de pointe de 225,58 km/h.
D'autres records à la voile existent : le record de distance en 24 heures, le record du tour du monde, le record de la traversée de l'Atlantique Nord.

## Types de records
Les records peuvent être homologués par le Conseil mondial des records de vitesse à la voile (WSSRC) s'ils ont lieu sur l'eau, ou par la Fédération internationale du char à voile (FISLY) sur terre.

## Record de vitesse sur l'eau, sur 500 m

### Évolution toutes catégories
| Date              | Engin                           | Skipper                 | Lieu du record          | Vitesse (nœuds) | Vitesse (km/h) |
| ----------------- | ------------------------------- | ----------------------- | ----------------------- | --------------- | -------------- |
| 24 novembre 2012  | Vestas Sailrocket 2, prao       | Paul Larsen             | Walvis Bay (Namibie)    | 65,45           | 121,06         |
| 18 novembre 2012, | Vestas Sailrocket 2, prao       | Paul Larsen             | Walvis Bay (Namibie)    | 59,38           | 109,97         |
| 16 novembre 2012  | Vestas Sailrocket 2, prao       | Paul Larsen             | Walvis Bay (Namibie)    | 59,23           | 109,69         |
| 28 octobre 2010   | Kitesurf                        | Robert Douglas          | Lüderitz (Namibie)      | 55,65           | 103,06         |
| 28 octobre 2010   | Kitesurf                        | Sebastien Cattelan (de) | Lüderitz (Namibie)      | 55,49           | 102,76         |
| 12 octobre 2010   | Kitesurf                        | Alexandre Caizergues    | Lüderitz (Namibie)      | 54,10           | 100,19         |
| 4 septembre 2009  | L'Hydroptère, trimaran          | Alain Thébault          | Hyères (France)         | 51,36           | 095,11         |
| 4 octobre 2008    | Kitesurf                        | Alexandre Caizergues    | Lüderitz (Namibie)      | 50,57           | 093,65         |
| 3 octobre 2008    | Kitesurf                        | Sebastien Cattelan      | Lüderitz (Namibie)      | 50,26           | 093,08         |
| 19 septembre 2008 | Kitesurf                        | Robert Douglas          | Lüderitz (Namibie)      | 49,84           | 092,30         |
| 10 avril 2005     | Planche à voile                 | Finian Maynard          | Stes-Maries (France)    | 48,70           | 090,19         |
| 13 novembre 2004  | Planche à voile                 | Finian Maynard          | Stes-Maries (France)    | 46,82           | 086,71         |
| 26 octobre 1993   | Yellow Pages Endeavour, tripode | Simon McKeon (en)       | Sandy Point (Australie) | 46,52           | 086,15         |
| 1991              | Planche à voile                 | Thierry Bielak          | Stes-Maries (France)    | 44,66           | 082,71         |
| 1990              | Planche à voile                 | Pascal Maka             | Stes-Maries (France)    | 43,06           | 079,74         |
| 1988              | Planche à voile                 | Erik Beale              | Stes-Maries (France)    | 40,48           | 074,96         |
| 21 juillet 1986   | Planche à voile                 | Pascal Maka             | Sotavento (Espagne)     | 38,86           | 071,96         |
| 17 novembre 1980  | Crossbow II, prao               | Timothy Colman          | Portland (Royaume-Uni)  | 36,00           | 066,67         |
| 1977              | Crossbow II, prao               | Timothy Colman          | Portland (Royaume-Uni)  | 34,40           | 063,70         |
| 1977              | Crossbow II, prao               | Timothy Colman          | Portland (Royaume-Uni)  | 33,80           | 062,59         |
| 30 septembre 1976 | Crossbow II, prao               | Timothy Colman          | Portland (Royaume-Uni)  | 31,80           | 058,89         |
| 1975              | Crossbow, prao                  | Timothy Colman          | Portland (Royaume-Uni)  | 31,10           | 057,59         |
| 1973              | Crossbow, prao                  | Timothy Colman          | Portland (Royaume-Uni)  | 29,30           | 054,26         |
| 1972              | Crossbow, prao                  | Timothy Colman          | Portland (Royaume-Uni)  | 26,30           | 048,70         |

### Évolution en planche à voile
| Date              | Engin           | Skipper        | Lieu du record       | Vitesse (nœuds) | Vitesse (km/h) |
| ----------------- | --------------- | -------------- | -------------------- | --------------- | -------------- |
| 1er décembre 2024 | Planche à voile | Antoine Albeau | Lüderitz (Namibie)   | 53,49           | 099,06         |
| 2 novembre 2015   | Planche à voile | Antoine Albeau | Lüderitz (Namibie)   | 53,27           | 098,89         |
| 10 avril 2005     | Planche à voile | Finian Maynard | Stes-Maries (France) | 48,70           | 090,19         |
| 13 novembre 2004  | Planche à voile | Finian Maynard | Stes-Maries (France) | 46,82           | 086,71         |
| 1991              | Planche à voile | Thierry Bielak | Stes-Maries (France) | 44,66           | 082,71         |
| 1990              | Planche à voile | Pascal Maka    | Stes-Maries (France) | 43,06           | 079,74         |
| 1988              | Planche à voile | Erik Beale     | Stes-Maries (France) | 40,48           | 074,96         |
| 21 juillet 1986   | Planche à voile | Pascal Maka    | Sotavento (Espagne)  | 38,86           | 071,96         |

### Évolution en kitesurf
| Date              | Engin    | Skipper                 | Lieu du record           | Vitesse (nœuds) | Vitesse (km/h) |
| ----------------- | -------- | ----------------------- | ------------------------ | --------------- | -------------- |
| 13 novembre 2017  | Kitesurf | Alexandre Caizergues    | Salin-de-Giraud (France) | 57,97           | 107,36         |
| 11 novembre 2013  | Kitesurf | Alexandre Caizergues    | Salin-de-Giraud (France) | 56,62           | 104,8          |
| 28 octobre 2010   | Kitesurf | Robert Douglas          | Lüderitz (Namibie)       | 55,65           | 103,06         |
| 28 octobre 2010   | Kitesurf | Sebastien Cattelan (de) | Lüderitz (Namibie)       | 55,49           | 102,76         |
| 12 octobre 2010   | Kitesurf | Alexandre Caizergues    | Lüderitz (Namibie)       | 54,10           | 100,19         |
| 4 octobre 2008    | Kitesurf | Alexandre Caizergues    | Lüderitz (Namibie)       | 50,57           | 093,65         |
| 3 octobre 2008    | Kitesurf | Sebastien Cattelan      | Lüderitz (Namibie)       | 50,26           | 093,08         |
| 19 septembre 2008 | Kitesurf | Robert Douglas          | Lüderitz (Namibie)       | 49,84           | 092,30         |

### Records actuels par catégorie
| Catégorie                             | Date              | Engin                | Skipper              | Lieu                     | Vitesse (nœuds) | Vitesse (km/h) |
| ------------------------------------- | ----------------- | -------------------- | -------------------- | ------------------------ | --------------- | -------------- |
| plus de 300 ft2 (27,88 m2) (classe D) | 4 septembre 2009  | L'Hydroptère         | Alain Thébault       | Hyères (France)          | 51,36           | 095,11         |
| jusqu'à 300 ft2 (27,88 m2) (classe C) | 26 mars 2009      | Macquarie Innovation | Simon McKeon (en)    | Sandy Point (Australie)  | 50,07           | 092,72         |
| jusqu'à 235 ft2 (21,84 m2) (classe B) | 24 novembre 2012  | Vestas Sailrocket 2  | Paul Larsen          | Walvis Bay (Namibie)     | 65,45           | 121,06         |
| jusqu'à 150 ft2 (13,93 m2) (classe A) | 1992              | Longshot, trifoiler  | Russel Long          | Tarifa (Espagne)         | 43,55           | 080,65         |
| jusqu'à 10 m2                         | 1er décembre 2024 | Planche à voile      | Antoine Albeau       | Lüderitz (Namibie)       | 53,49           | 099,06         |
| Kite surf                             | 13 novembre 2017  | Kitesurf             | Alexandre Caizergues | Salin-de-Giraud (France) | 57,97           | 107,36         |

## Record de vitesse sur l'eau, sur 1 mille marin

### Évolution toutes catégories
| Date             | Engin               | Skipper          | Lieu du record            | Vitesse (nœuds) | Vitesse (km/h) |
| ---------------- | ------------------- | ---------------- | ------------------------- | --------------- | -------------- |
| 18 novembre 2012 | Vestas Sailrocket 2 | Paul Larsen      | Lüderitz (Namibie)        | 55,32           | 102,44         |
| 8 novembre 2009  | L'Hydroptère        | Alain Thébault   | Hyères (France)           | 50,17           | 092,91         |
| 4 septembre 2009 | L'Hydroptère        | Alain Thébault   | Hyères (France)           | 48,72           | 090,23         |
| octobre 2008     | L'Hydroptère        | Alain Thébault   | Port Saint-Louis (France) | 43,09           | 079,80         |
| avril 2007       | L'Hydroptère        | Alain Thébault   | Baie de Quiberon (France) | 41,69           | 077,21         |
| octobre 2006     | Planche à voile     | Bjorn Dunkerbeck | Walvis Bay (Namibie)      | 41,14           | 076,19         |
| octobre 2005     | Planche à voile     | Finian Maynard   | Walvis Bay (Namibie)      | 39,97           | 074,02         |
| novembre 2004    | Planche à voile     | Bjorn Dunkerbeck | Port Saint-Louis (France) | 34,44           | 063,78         |
| juillet 2003     | Planche à voile     | Bjorn Dunkerbeck | Aringa (Grande Canarie)   | 33,96           | 062,89         |

### Record en planche à voile
| Date                 | Engin           | Skipper                | Lieu du record            | Vitesse (nœuds) | Vitesse (km/h) |
| -------------------- | --------------- | ---------------------- | ------------------------- | --------------- | -------------- |
| 30 juin 2023         | Planche à voile | Antoine Albeau (homme) | La Palme (France)         | 044,12          | 081,71         |
| 15 juin 2023         | Planche à voile | Heidi Ulrich (femme)   | La Palme (France)         | 038,44          | 071,19         |
| Évolution historique |                 |                        |                           |                 |                |
| 17 juillet 2020      | Planche à voile | Antoine Albeau (homme) | La Palme (France)         | 043,04          | 079,71         |
| 10 juin 2019         | Planche à voile | Heidi Ulrich (femme)   | La Palme (France)         | 037,62          | 069,67         |
| juillet 2018         | Planche à voile | Vincent Valkenaers     | La Palme (France)         | 042,23          | 078,21         |
| octobre 2006         | Planche à voile | Bjorn Dunkerbeck       | Walvis Bay (Namibie)      | 041,14          | 076,19         |
| octobre 2005         | Planche à voile | Finian Maynard         | Walvis Bay (Namibie)      | 039,97          | 074,02         |
| novembre 2004        | Planche à voile | Bjorn Dunkerbeck       | Port Saint-Louis (France) | 034,44          | 063,78         |
| juillet 2003         | Planche à voile | Bjorn Dunkerbeck       | Aringa (Grande Canarie)   | 033,96          | 062,89         |

### Record en kitesurf
| Date            | Engin    | Skipper                 | Lieu du record    | Vitesse (nœuds) | Vitesse (km/h) |
| --------------- | -------- | ----------------------- | ----------------- | --------------- | -------------- |
| 26 juin 2023    | Kitesurf | Rob Douglas (homme)     | La Palme (France) | 042,54          | 078,78         |
| 15 juillet 2020 | Kitesurf | Sylvain Hoceini (homme) | La Palme (France) | 039,11          | 072,43         |
| 22 juin 2019    | Kitesurf | Marine Tlattla (femme)  | La Palme (France) | 035,86          | 066,41         |

## Record de vitesse sur terre
| Date             | Engin                  | Skipper              | Lieu du record                              | Vitesse (miles/h) | Vitesse (km/h) |
| ---------------- | ---------------------- | -------------------- | ------------------------------------------- | ----------------- | -------------- |
| 24 février 2023  | Char à voile Horonuku  | Glenn Ashby          | Lac salé Gairdner (Australie)               | 0140,18           | 0225,58        |
| 12 décembre 2022 | Char à voile Horonuku  | Glenn Ashby          | Lac salé Gairdner (Australie)               | 0138,2            | 0222,4         |
| 26 mars 2009     | Char à voile Greenbird | Richard Jenkins (en) | Lac asséché d'Ivanpah (en) (USA Californie) | 0126,1            | 0202,9         |
| 19 mars 1999     | Char à voile Iron Duck | Bob Schumacher       | Lac asséché d'Ivanpah (USA Californie)      | 0116,0            | 0186,7         |